# Calceolaria monantha
Calceolaria monantha är en toffelblomsväxtart som beskrevs av Kränzl.. Calceolaria monantha ingår i släktet toffelblommor, och familjen toffelblomsväxter. Inga underarter finns listade i Catalogue of Life.